# Pakicetus
Pakicetus je vyhynulý sudokopytník, který je považován za možného předka současných kytovců. Název znamená doslova „pákistánský kytovec“, protože první fosilie tohoto rodu byly objeveny na území dnešního Pákistánu. Formálně byl rod Pakicetus popsán roku 1981.

## Popis
Pakicetové se vyskytovali zhruba před padesáti miliony let v mělkých vodách třetihorního moře Tethys. Dorůstali zhruba velikosti vlka, žili ve vodě i na souši, pohybovali se po čtyřech končetinách a lovili ryby, vedli tedy podobný život jako dnešní krokodýli. Stavbou protáhlé lebky Pakicetus připomínal velryby, předpokládá se tedy, že u něj postupně došlo k druhotné adaptaci na vodní prostředí, končetiny postupně zakrněly a potomci pakiceta již byli plně vodními savci.
Podobnými formami vývojově primitivních kytovců byl například Ambulocetus, rovněž známý z Pákistánu a Protocetus, jehož fosilie byly objeveny v Egyptě.